# 公認不正検査士
公認不正検査士（こうにんふせいけんさし、Certified Fraud Examiner、CFE）とは、不正対策に重要な4つの分野（会計知識、法律知識、犯罪心理学、調査手法）の試験に合格し、かつ米国公認不正検査士協会（The Association of Certified Fraud Examiners、略称：ACFE）の認定によって与えられる資格である。

## 起源
1980年代、アメリカの不正調査は、調査のノウハウを持たない会計士と、財務会計知識に疎い捜査官によって行われていた。
公認会計士出身でFBI捜査官として活躍していたジョセフ・T・ウェルズは、両者の強みを兼ね備えた人材こそが、不正対策のエキスパートとなり得るという考えのもとに、CFE資格を創設したとされる。 そして、我が国においても、証券取引等監視委員会や警察など、不正調査機関出身の不正検査士も存在している。

## CFEの活躍した事件
- ワールドコム不正会計事件
CFE資格を持つシンシア・クーパーによって解明された。
- コインゲート事件
2005年初め、ジョージ・W・ブッシュ大統領の再選キャンペーンにおける資金不正使用で、スコット・クラーク、エミー・ニューマン・ヤヴォニックを含む6人のCFEが調査において活躍した。

- 米ナスダック元会長バーナード・マドフのポンジ・スキーム（en:Ponzi scheme）事件
早い段階から詐欺の可能性を米証券取引委員会に警告していたのは、CFE資格をもつハリー・マルコポロスであった。

## CFEに対する需要
- 2006年 2月
GAO（米国政府会計検査院）が、CFEをフォレンジック監査・特別調査部門（Forensic Audits and Special Investigation Unit, :FSI）所属職員の必須資格に指定
- 2006年 4月
FBI（米国連邦捜査局）が、多角的特別捜査官採用サブ・プログラム（Diversified Special Agent Hiring Subprogram）のもとで、CFE資格を重要なスキルであると公式に認定
- 2006年10月
DoD（米国国防総省）が、同省規程においてCFEを国防総省会計専門職のための資格として認定
- 2007年 5月
RCMP（カナダ王室騎馬警察）が、CFEを警察内の不正捜査官のための公式資格として正式認定
- 2010年 3月
ハワイ州の課税部ならびにテネシー州税務特別捜査官がACFEの法執行機関パートナーシップ（Law Enforcement Partnership, LEP）に加盟すると同時に職員の採用、昇進の評価基準にCFE資格を認定

## 資格認定までの流れ
CFE（Certified Fraud Examiner：公認不正検査士）資格を取得するためには、4つの分野（会計知識、法律知識、犯罪心理学、調査手法）をマスターし試験を受けなければならない。
日本においては、一般社団法人日本公認不正検査士協会（ACFE JAPAN、東京都千代田区、理事長 濱田眞樹人）により、春と秋に2回試験が実施される。
ただし、試験を受験するには、受験要件がいくつかあり、その受験要件を満たしていないと受験はできない。
CFEは、試験の合格だけでは資格は得られず、認定条件を満たした人がACFEの審査委員会によりCFEとして認定される。

## 受験要件
1. ACFEの会員であること。
2. 資格要件に定められる点数が40点以上であること[1]。

〔例〕
- 大学卒業　4年×10点　40点
- 不正対策関連業務に8年以上勤務　8年×5点　40点
- 他複合的に40点以上あること

## 認定条件
1. ACFEの会員であること。
2. 試験4科目に合格していること。
3. 不正対策関連業務に最低2年勤務経験があること。
4. 資格要件に定められる点数が50点以上であること[1]。
5. 3人の推薦人（推薦状）が必要
6. 卒業証明書、資格証明書、写真の提出